# Касано Маняго
Касано Маняго (на италиански: Cassano Magnago) е град в северна Италия, част от провинция Варезе на региона Ломбардия. Населението му е около 21 000 души (2004).
Разположен е на 261 метра надморска височина в северозападния край на Паданската равнина, на 18 километра южно от град Варезе и на 36 километра северозападно от центъра на Милано. Селището се споменава за пръв път през 1152 година.

## Личности
Родени
- Умберто Боси (р. 1941), политик